# Luca Lanotte
Luca Lanotte (Milano, 30 luglio 1985) è un danzatore su ghiaccio italiano.
Insieme ad Anna Cappellini ha vinto i campionati mondiali 2014, i campionati europei 2014, la medaglia d'argento ai campionati europei 2015, la medaglia di bronzo ai campionati europei 2013, e quattro campionati italiani. 
Ha conquistato complessivamente tredici podi nelle tappe di ISU GP, tra cui una medaglia d'oro alla Cup of China 2015, otto medaglie d'argento e quattro di bronzo, nonché quattro volte il quarto posto ai Campionati Mondiali. Insieme ad Anna Cappellini ha partecipato inoltre a tre olimpiadi, quella di Vancouver 2010, quella di Sochi 2014 e quella di e quella di PyeongChang 2018. 

## Carriera

### Gli inizi
Luca Lanotte cominciò a pattinare all'età di sette anni, spinto dalla gelosia che provava per la sorella, la quale aveva già iniziato a conoscere il ghiaccio.
La sua carriera agonistica a livello internazionale comincia con Camilla Spelta, con la quale nella stagione 2001-2002 si classifica quindicesimo al JPG Italia e tredicesimo al JGP Svezia. 
Durante la stagione 2002-2003 si posiziona invece decimo al JGP Slovacchia e tredicesimo al JGP Italia, per poi rivoluzionarsi completamente nel corso della seguente stagione, conquistando l'argento al JGP Bulgaria e il bronzo al JGP Croazia
Nel 2004 abbandona la Spelta per pattinare con Camilla Pistorello, con la quale conquista un quinto e un secondo posto rispettivamente al JPG Romania e al JPG Germania, per poi piazzarsi secondo a livello nazionale e nono a livello mondiale.

### Gli inizi con Cappellini
Nel 2005 Matteo Zanni, partner della danzatrice comasca Anna Cappellini annunciò il ritiro, portando Anna alla ricerca di un nuovo partner. La scelta ricadde proprio su Luca Lanotte. La nuova coppia Cappellini-Lanotte debuttò a livello internazionale al JGP Slovakia conquistando il secondo posto, risultato poi ripetuto al JGP Bulgaria. Con tali piazzamenti Anna e Luca raggiunsero l'ultima finale di JPG della loro carriera, in cui si piazzarono terzi, dietro ai rivali Davis/White e Virtue/Moir.
Dopo aver vinto i Campionati italiani, si presentarono per la prima ed ultima volta insieme ai Campionati Mondiali Junior, in cui debuttarono quarti dopo la CD con un punteggio di 32.24, recuperando una posizione con la OD (54.68 di punteggio), tuttavia l'assalto al podio mondiale sfuma con la caduta di Lanotte durante l'esecuzione della FD, che trascina la coppia in quarta posizione.

### 2007-2010

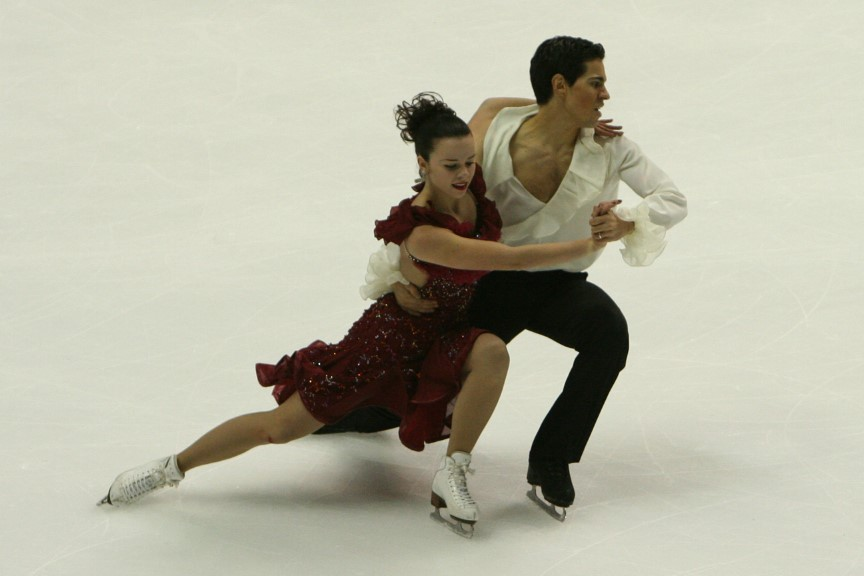
Anna Cappellini e Luca Lanotte a Skate Canada 2007 sulle note della traviata di Verdi

Debuttano nel mondo senior con la stagione 2006-2007. Prima tappa della stagione è il Trophée Eric Bompard, dove si piazzano al quinto posto a soli 0.45 punti dal quarto posto di Tessa Virtue e Scott Moir, per poi ottenere l'ottavo posto a Cup of Russia. Si classificano secondi ai nazionali, undicesimi agli europei e tredicesimi ai mondiali con un punteggio di fine stagione pari a 158.83. Cappellini- Lanotte conquistano anche un oro all'Universiade di Torino 2007.
Durante la stagione 2007-2008, portando come FD La traviata di Giuseppe Verdi, si classificano terzi a Skate Canada e quarti al Trophée Eric Bompard, mancando per la seconda volta consecutiva l'accesso alle finali dell'ISU Grand Prix. Si riconfermano secondi ai nazionali alle spalle di Federica Faiella e Massimo Scali, mentre migliorano i piazzamenti dell'anno precedente con un settimo posto ai europei e un decimo posto ai mondiali.
Nel corso della stagione 2008-2009 si piazzano quarti sia al Cup of China che al Cup of Russia, si riconfermano vice-campioni d'Italia e realizzano con un punteggio di 172.67 la conquista del quinto posto europeo, risultato poi migliorato ai Campionati mondiali di Los Angeles con 175.70 e la conferma del decimo posto mondiale.

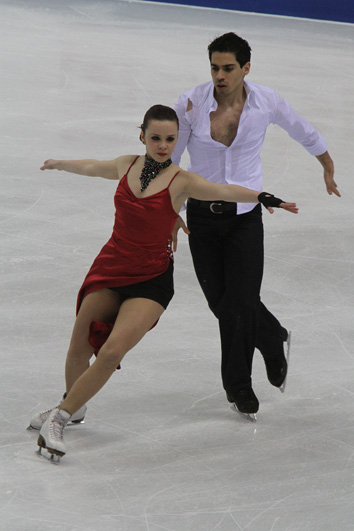
Cappellini e Lanotte ai Campionati mondiali del 2010 su Requiem for a dream

Con l'inizio della stagione olimpica 2009-2010, Anna Cappellini e Luca Lanotte decidono di effettuare un cambio di allenatori, per lavorare sotto la guida di Muriel Zazoui e Romain Haguenauer a Lione, che avevano portato Marina Anissina/Gwendal Peizerat all'oro olimpico nel 2002. Dopo aver ottenuto la medaglia d'argento sia al Rostecolom Cup che a Skate America, Cappellini-Lanotte conquistano per la prima volta l'accesso alla finale dei Grand Prix, in cui si piazzano quinti.
Dal 19 al 22 febbraio 2010 fanno parte della spedizione azzurra ai XXI Giochi olimpici invernali, dove si piazzano dodicesimi con 167.32. Ottengono per la quarta volta consecutiva il secondo posto nazionale e si piazzano a livello europeo al sesto posto, per poi partecipare ai Mondiali di Torino. Sotto le note della colonna sonora di Requiem for a Dream di Clint Mansell, però, durante l'esecuzione dei twizzles Anna si blocca e cade, subendo una penalità di 2 punti e scivolando all'undicesimo posto.

### 2010-2012

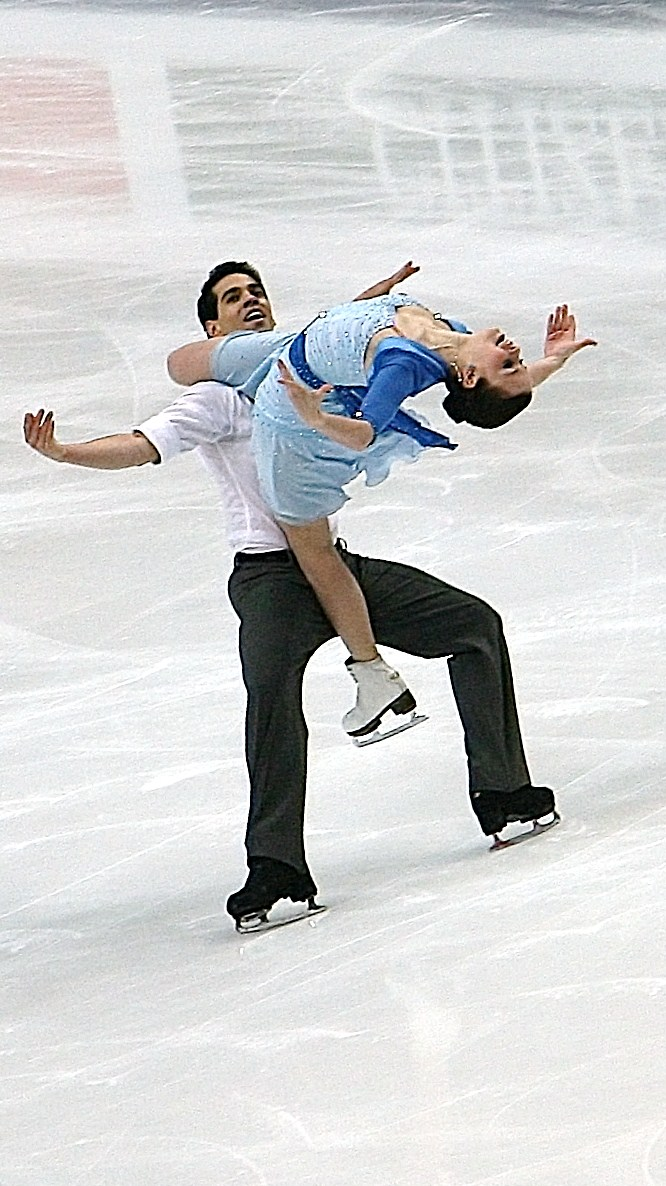
Anna Cappellini e Luca Lanotte nel 2011

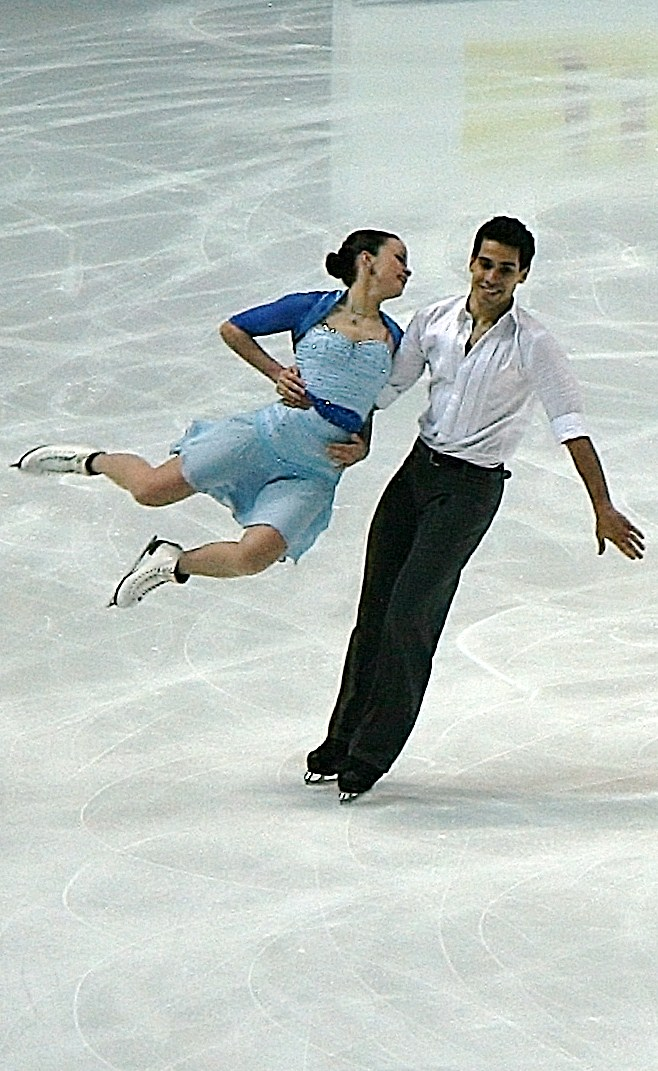
Anna Cappellini e Luca Lanotte su Umbrellas of Cherbourg di Michel Legrand

Cominciano la stagione 2010-2011 con un secondo posto al Nebelhorn Trophy, ma il deludente quinto posto ai NHK Trophy porta la coppia a fare dietro-front e a tornare ad allenarsi con Paola Mezzadri, con la quale provvedono alla preparazione di nuovi programmi. In seguito ad un infortunio di Luca, la coppia è costretta a non partecipare ai nazionali e agli europei. Con l'inizio del 2011, Anna e Luca si allenano tra Milano e Novigorsk in Russia, dove vengono allenati anche da Nikolai Morozov. Dopo la vittoria ai Mont Blanc Trophy, si piazzano ottavi ai Campionati mondiali.

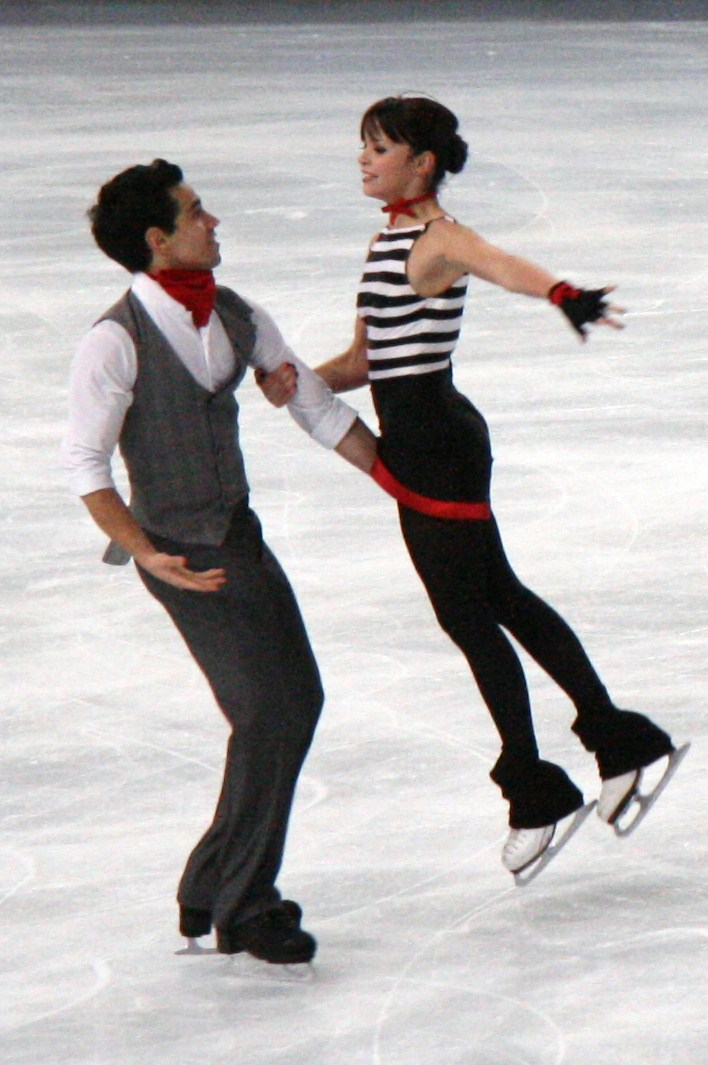
Anna e Luca sulle note de La strada

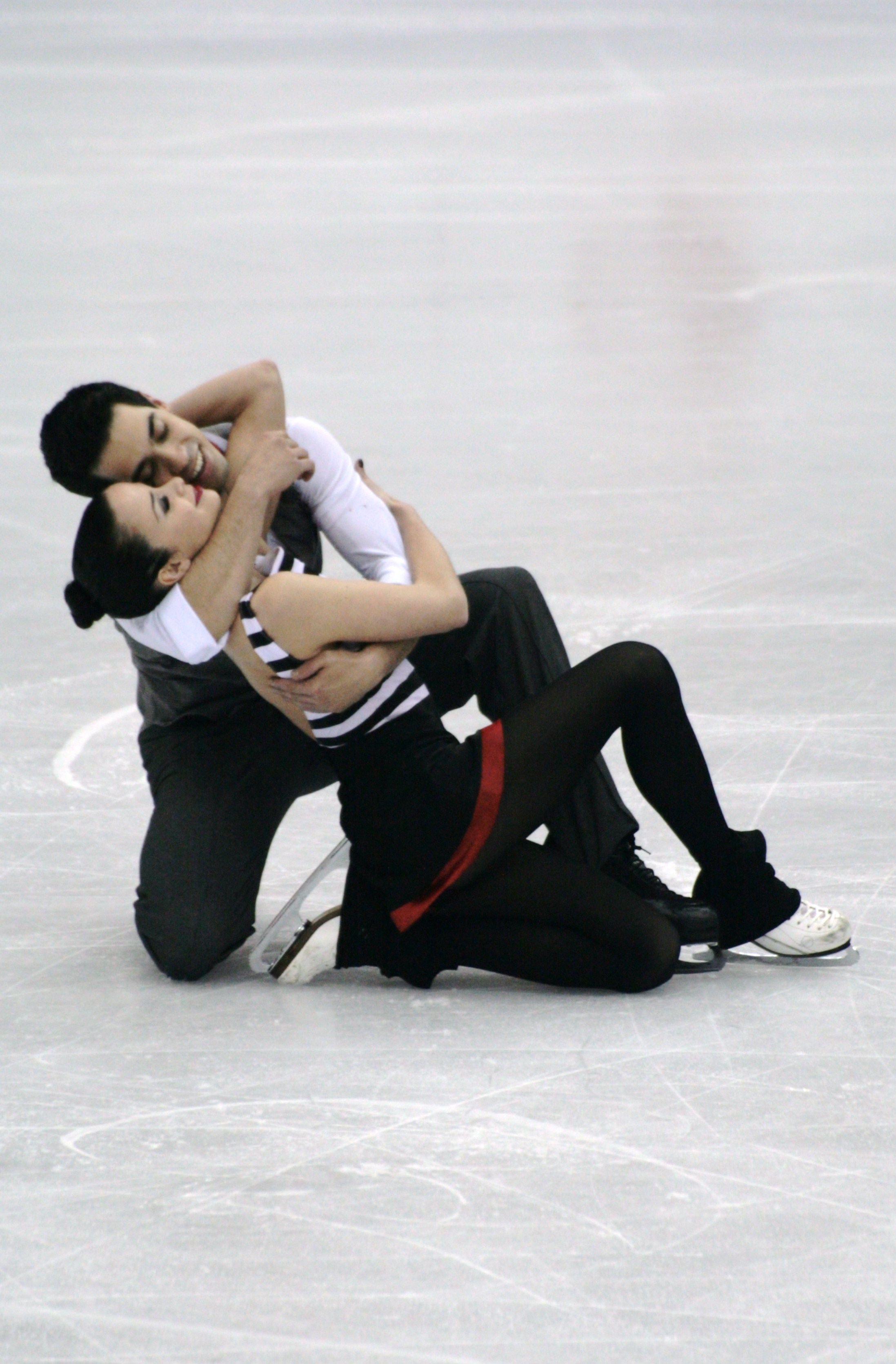
Ai mondiali di Nizza del 2012

Per la stagione 2011-2012, si affidano ancora una volta a Paola Mezzadri, con la quale preparano la propria FD sulle note della colonna sonora de La strada di Nino Rota. Conquistano il terzo posto al Trophée Éric Bompard e a Skate Canada, vincono per la prima volta i Campionati italiani, per poi piazzarsi nel 2012 quarti agli europei e sesti ai mondiali.

### 2012-2014

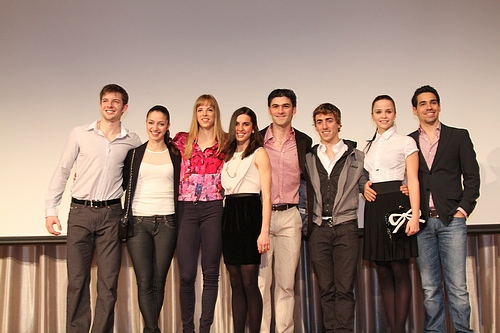
Cappellini e Lanotte insieme ai membri della squadra italiana all'ISU World Team Trophy

Con la stagione 2012-2013, decidono invece di affiancare alla Mezzadri, coreografa insieme a Ludmilla Vlasova della SD in versione polka e valzer di Sette spose per sette fratelli, anche il russo Igor Shpilband, già coach di Meryl Davis/Charlie White e di Tessa Virtue/Scott Moir, con il quale preparano come FD la Carmen di Georges Bizet e Rodion Shchedrin, ovvero lo stesso programma presentato dai campioni olimpici in carica Virtue/Moir.
Ottenendo il secondo posto a Skate Canada, Finlandia Trophy e Trophée Eric Bompard, partecipano alle fasi finali del Grand Prix ISU con il quarto posto finale. Il 25 gennaio del 2013 conquistano a Zagabria il bronzo, la loro prima medaglia europea, con un punteggio totale di 165.80, dietro ai russi Ekaterina Bobrova / Dmitrij Solov'ëv e Elena Il'inych / Nikita Kacalapov.
Ai Campionati mondiali di London, la loro SD ottiene un punteggio di 67.93, loro nuovo personal best, pari al quinto posto provvisorio, ma con l'esecuzione della FD, Cappellini-Lanotte realizzano un nuovo record personale di 100.11, che vale a dire la terza miglior FD dell'evento, tuttavia Ekaterina Bobrova / Dmitrij Solov'ëv con 169,19, ossia 1.50 punti di differenza dalla coppia italiana, scavalca Anna e Luca dal podio, ponendo ogni fine ai sogni di conquista del podio.
A fine stagione hanno fatto parte della squadra italiana che ha partecipato all'ISU World Team Trophy 2012, dove l'Italia ha ottenuto il sesto posto finale.

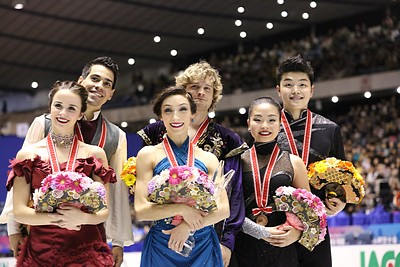
Anna e Luca sul podio degli NHK Trophy 2013 con Davis/White e i fratelli Shibutani

Nella stagione olimpica 2013-2014, Anna Cappellini e Luca Lanotte debuttano il 17-20 ottobre 2013 a Skate Canada con un punteggio di 168.49 che gli assegna la medaglia d'argento, riconfermata al Trofeo NHK di dicembre 2013 con 160.06. Alla finale del Grand Prix ottengono con 169.50 il sesto posto, per poi riconfermare in dicembre per la terza volta consecutiva il titolo nazionale. Presentando come SD il musical 42nd Street e come FD il Barbiere di Siviglia di Gioachino Rossini, Anna Cappellini e Luca Lanotte dal 13 al 19 febbraio 2014 sono impegnati ai Campionati europei di Budapest, dove con un punteggio di 69.58 conquistano il primo posto provvisorio, confermato nella giornata seguente da un punteggio di 102.03, che porta Anna e Luca alla conquista del primo titolo europeo della loro carriera.
Ai Giochi Olimpici Invernali di Soci, in Russia, con un punteggio totale di 169.50 si piazzano al sesto posto, mentre in occasione del Team Event traghettano l'Italia alla conquista del quarto posto olimpico.
In seguito al ritiro dei campioni olimpici Davis/White e di Virtue/Moir, Anna Cappellini e Luca Lanotte intravedono la possibilità di andare alla conquista del podio mondiale. Ai Campionati mondiali di Saitama, Cappellini e Lanotte dominano la gara fin dalla SD, grazie alla quale con un personal best di 69.70, allontanano Madison Chock / Evan Bates di 1.99, Elena Il'inych / Nikita Kacalapov di 4.03, Nathalie Péchalat / Fabian Bourzat di 1.50 e Kaitlyn Weaver / Andrew Poje di 0.50. Il 29 marzo 2014, sulle note dell'overture del Barbiere di Siviglia la coppia italiana realizza con 105.73 il quarto miglior libero dell'evento, per un personal best totale di 175.43. Cappellini-Lanotte per soli 0.20 centesimi che li separano da Kaitlyn Weaver / Andrew Poje, si laureano campioni del mondo, dopo tredici anni dall'impresa di Barbara Fusar Poli e Maurizio Margaglio, diventando la seconda coppia italiana di danza su ghiaccio a vincere il titolo mondiale.

### 2014-2015
Da campioni del mondo in carica, Anna Cappellini e Luca Lanotte decidono di lasciare Igor Shpilband, al fine di rivoluzionare il proprio stile con l'aiuto di Marina Zueva e degli italiani Maurizio Margaglio e Massimo Scali. "Il cambiamento era in qualche modo dovuto, come tappa di ulteriore crescita ed evoluzione", afferma Luca Lanotte in un'intervista a La Gazzetta dello Sport.
La prima esibizione della stagione si ha con Cup of China, ma Anna e Luca impegnati nella loro SD con il Paso Doble del Capriccio Espagnol di Nikolai Rimsky-Korsakov non convincono particolarmente i giudici, che con un punteggio di 62.70, li piazzano al secondo posto provvisorio. Nella seguente giornata, i campioni di Saitama si presentano con La Danse Macabre di Camille Saint-Saëns, ma a inizio programma Luca subisce una caduta su una banale transizione, che pregiudica l'intera esibizione, portando i due pattinatori lombardi ad accontentarsi di un terzo posto. Le critiche della giuria si concentrano in modo particolare sull'interpretazione del programma libero e sulla scelta dei costumi. Anna e Luca, decidono così di rivedere interamente i propri programmi e di ritirarsi dalle successive tappe dell'ISU Grand Prix.
Ai campionati italiani del 18-21 dicembre, Anna e Luca presentando le versioni rivisitate dei loro programmi, si confermano per la quarta volta consecutiva campioni italiani con un punteggio di 190.16. Ai campionati europei di Stoccolma del 2015, Cappellini-Lanotte con un punteggio di 69.63 ottengono il terzo posto provvisorio, alle spalle della neo coppia russa di Elena Ilinykh / Ruslan Zhiganshin (secondi con 69.94) e dei giovani pattinatori francesi Gabriella Papadakis / Guillaume Cizeron (primi con 71.06). Il programma libero di Ilinykh/Zhiganshin non va a buon fine a causa di un incidente nell'esecuzione di un sollevamento, ciò porta Cappellini-Lanotte ad agguantare una rimonta insperata, realizzando con la loro Danse Macabre un punteggio di 101.89, che permette loro di superare i russi ma di dover allo stesso tempo rinunciare al titolo europeo, conquistato invece da Papadakis/Cizeron.
Dopo aver conquistato la medaglia d'argento ai campionati europei, Cappellini-Lanotte rivedono per una seconda volta la loro FD in vista dei mondiali in Cina. 
Ai mondiali del 2015 di Shangai, Cappellini-Lanotte realizzano il terzo miglior corto con un personal best di 72.39, ma il punteggio di 105.11, ottenuto per il libero sulle note della Danse Macabre, spodesta dal podio Anna e Luca, che da campioni del mondo abdicano al titolo, ottenendo un quarto posto come ai mondiali del 2013.
A stagione conclusa, la coppia ha confessato di aver subito nel corso degli ultimi mesi numerose difficoltà, prima fra tutte la frattura all'ernia inguinale di Luca, che diagnosticata a settembre 2014 non ha permesso a entrambi di allenarsi al meglio.

### 2015-2016

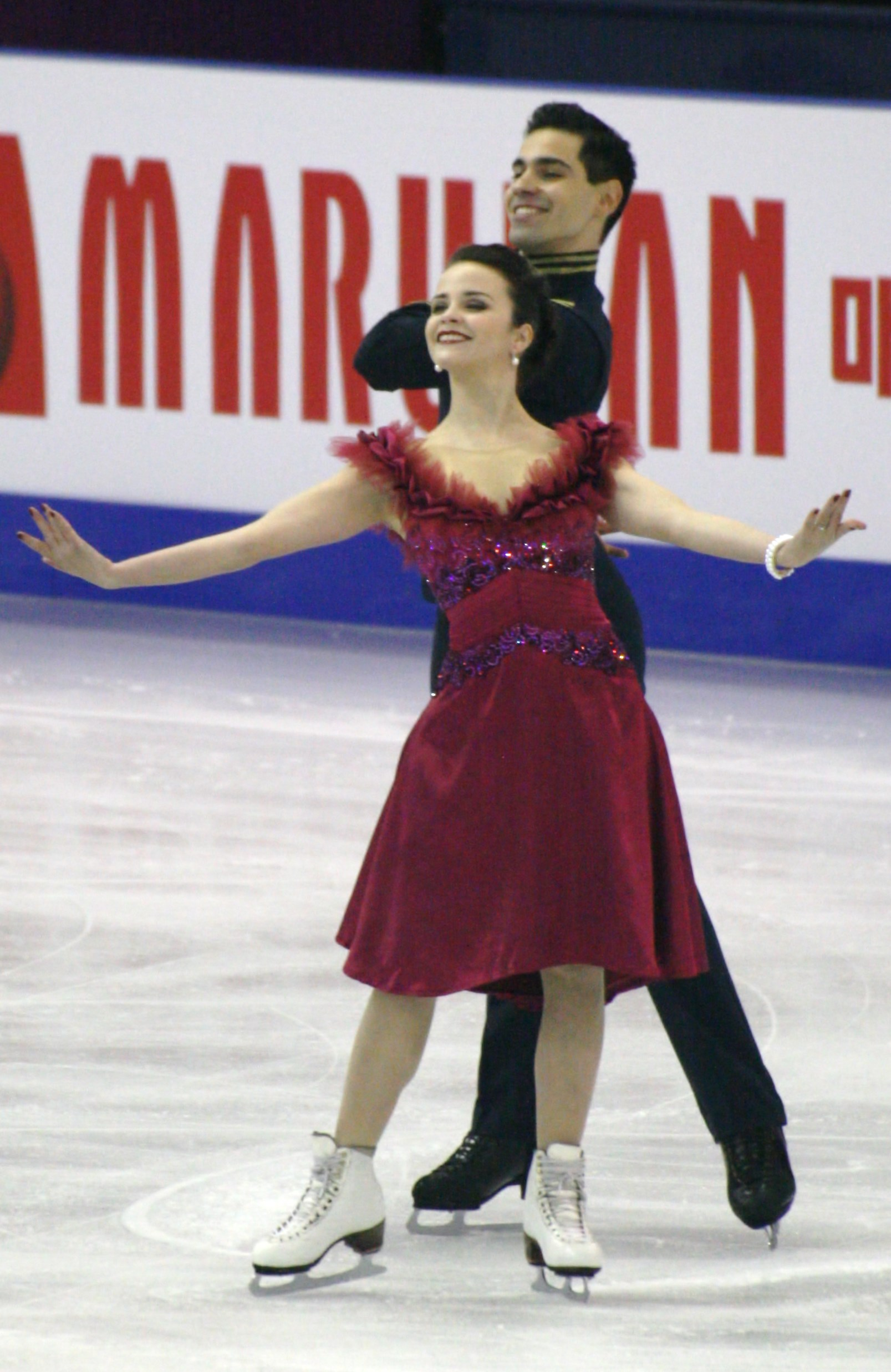
La Vedova Allegra di Franz Lehár alla Finale di GP del 2015

Cappellini-Lanotte, continuando ad allenarsi sotto la supervisione di Paola Mezzadri e Marina Zueva, decidono di abbandonare le atmosfere della scorsa stagione e di danzare per la SD sulle note di tratti polka e valzer selezionati da La vedova allegra di Franz Lehár, mentre per la loro FD si affidano ad un medley delle colonne sonore di Nino Rota tratte dai celebri lungometraggi dell'Italia del dopoguerra: La dolce vita, Amarcord, 8½ e The nights of Cabiria .
La prima gara della stagione è il Lombardia Trophy, per la prima volta aperta anche alla danza, dove Cappellini-Lanotte dominano facilmente la gara con un complessivo di 177.22, di cui 69.75 per il corto e 107.50 per il libero.
Dal 6 all'8 novembre 2015, sono impegnati nella terza tappa di GP Cup of China, ossia nella stessa manifestazione che 12 mesi prima aveva compromesso la buona riuscita dei loro programmi. Questa volta, però, pur ritrovandosi a subire una caduta nel corso del riscaldamento per uno scontro con i danzatori statunitensi Hawayek/Baker, riescono con un punteggio di 66.39 a dominare in scioltezza il corto, ponendosi distanti da Chock-Bates, prima coppia americana, di 1.03 punti.

Il 7 novembre, sfoderando una prova perfetta, realizzano con un punteggio pari a 106.91 il loro nuovo primato personale per il libero. Battono,così, i favoriti alla vigilia Madison Chocked Evan Bates, nonché vice-campioni del mondo iridati, e conquistano la prima medaglia d'oro della loro carriera in una tappa di GP, 
dopo 10 podi complessivi, tra cui sette medaglie d'argento e tre di bronzo, riportando così l'Italia a vincere una tappa di GP dopo 7 anni dalla vittoria di Faiella/Scali all'NHK Trophy del 2008.

Dal 20 al 21 novembre, riconfermano la loro buona condizione fisica conquistando la medaglia d'argento alla Rostelecom Cup 2015, grazie ad un season best in GP di 67.82 nel corto e a 103.79 nel libero, per un punteggio complessivo di 171.61, che li pone davanti alla coppia russa di Sinitsina/Katslapov e dietro ai canadesi Weaver-Poje, valido alla qualificazione della loro quarta finale di GP di carriera.

Alla Finale di Grand Prix disputata per il secondo anno consecutivo a Barcellona, la coppia italiana conquista con un punteggio di 176.25, di cui 70.14 per il primo segmento di gara, che li porta in terza posizione, e di 106.23 per il libero, che vale come seconda esibizione di serata, la loro prima storica medaglia di bronzo dietro a Chock/Bates e Weaver Poje. Sul podio della rassegna, in chiave italiana, prima di loro vi erano stati soltanto Carolina Kostner e Fusar-Poli/Margaglio.
Dopo aver vinto per la quinta volta consecutiva il titolo italiano, Cappellini-Lanotte nel gennaio del 2016 si dirigono a Bratislava per partecipare ai Campionati europei, per la cui occasione decidono di modificare la seconda parte de "La vedova allegra", apportando anche delle drastiche modifiche ai costumi. Dopo aver padroneggiato nella short dance con un punteggio di 72.31, vengono battuti dai campioni uscenti Papadakis-Cizeron nel libero, a causa di un errore riportato nel primo sollevamento del programma. Gli azzurri, pertanto, conquistano il quarto podio consecutivo e la seconda medaglia d'argento consecutiva ai campionati continentali.
L'evento più importante della stagione, i Campionati mondiali di Boston, viene, invece, condotto, con difficoltà nel primo segmento di gara, dove con un punteggio di 70.65 regalano un'esibizione lontana da quella portata agli europei di Bratislava e che li trascina in sesta posizione a 1.81 punti dal podio. . La grande rimonta, attesa per il libero, non tarda ad arrivare e con una sorprendente performance, che vale 112.07,  battono il loro record personale e conquistano la quarta piazza mondiale per la terza volta nella loro carriera con un punteggio complessivo di 182.72.

### 2016-2017
Decidono di porre fine nei loro allenamenti alle consulenze esterne di Marina Zueva, rivolgendosi per tale appoggio agli ex danzatori su ghiaccio Massimo Scali e Maurizio Margaglio, con i quali avevano avuto modo di lavorare nella parte finale della precedente stagione. 
Ad agosto Cappellini subisce una lieve commozione cerebrale, provocando un ritardo negli allenamenti che li costringe a rinunciare al Lombardia Trophy, gara appartenente per la prima volta al circuito dell'Isu Challenger Series. Il debutto dei loro nuovi programmi viene così rimandato al Nebelhorn Trophy, dove il 22 settembre, portando nella danza corta Cry for me nella versione blues di Louis Jordan e un medley delle colonne sonore dei più celebri film di Charlie Chaplin, vincono la medaglia d'oro con un totale complessivo di 180.50, contro i 179.18 punti ottenuti da Madison Chock/Evan Bates e i 176.84 di Piper Gilles/ Paul Poirier. Il loro debutto stagionale nel circuito del GP, avvenuto a Skate Canada 2016, vede, tuttavia, un vistoso arretramento rispetto alle coppie rivali, formate da Chock-Bates e Gilles-Poirier. Concludono, pertanto, la seconda gara stagionale in quarta posizione. In occasione della seconda tappa di GP, l'NHL Trophy 2016, Cappellini-Lanotte, ricevendo dal pubblico giapponese, al termine del secondo segmento, una calorosa standing ovation, terminano sul gradino più basso del podio, preceduti da Virtue-Moir e Papadakis-Cizeron, ma non potendo accumulare i punti necessari alla qualificazione per la finale di GP. Tale risultato consegna alla coppia regina della danza italiana il quattordicesimo podio in carriera in una prova GP.
La prima parte della stagione viene, dunque, completata dai Campionati Assoluti Italiani, dove la coppia riceve per la sesta volta consecutiva il titolo nazionale. Ai Campionati Europei di Ostrava, in Repubblica Ceca, Cappellini-Lanotte, eseguendo, nel programma corto, una performance dal valore di 76.65 punti, per il secondo anno consecutivo terminano il primo segmento europeo al comando della classifica, ma, a quattro ore dal termine della gara, quando già era stata effettuata la conferenza stampa e la consegna delle small medals, in seguito ad una segnalazione esterna alla giuria, il pannello tecnico dell'ISU, con una mossa ambigua e mai sperimentata prima, assegna alla coppia azzurra un punto di deduzione per un "extra element" in chiusura del sollevamento. Slittati al secondo posto, riescono a difendere nel lungo la posizione acquista nel primo segmento, conquistando la terza medaglia d'argento consecutiva ai Campionati Europei. Ai Campionati Mondiali 2017 di Helsinki, rappresentanti il loro ultimo impegno stagionale, Cappellini-Lanotte ricevono il settimo posto nel primo segmento di gara e il sesto piazzamento complessivo nel secondo e ultimo segmento, in seguito all'arretramento della coppia statunitense Hubbel-Donohue. Il risultato, ottenuto al termine di un'esibizione che riceve ancora una volta la standing ovation, non viene condiviso dal pubblico.

### 2017-2018
Per la stagione olimpica la coppia azzurra decide di continuare ad allenarsi al fianco del proprio fedele e tradizionale team, formato da Paola Mezzadri, Walter Rizzo, Massimo Scali, Maurizio Margaglio e Ludmilla Vlasova, proponendo per il corto, richiedente una danza sui ritmi latini, Kaboom degli Ursula 2000, Skip to the Bit e 1008 Samba, chiamate ad accompagnare passi di samba e cha cha, mentre per la danza libera scelgono di ballare sulle note de La vita è bella di Nicola Piovani, con l'intento di catturare ed emozionare il pubblico olimpico di Peyonchang e il pubblico italiano di Milano, sede dei Campionati Mondiali post-olimpici.
Un infortunio subito da Anna alla mano rallenta, però, la sessione estiva di allenamenti, obbligando gli azzurri a posticipare il debutto stagionale e a realizzare la prima competizione dell'anno olimpico all'Ice Star di Minsk, dove trionfano con scioltezza.
La stagione prosegue con la partecipazione all'NHK Trophy 2017, terminato con la conquista della medaglia di bronzo, e a Skate America 2017, dove i danzatori italiani conquistano la medaglia d'argento, ottenendo la facoltà di accedere alla finale del GP.

## Vita privata
Luca Lanotte è un membro della Polizia Penitenziaria e fa parte del gruppo sportivo delle Fiamme Azzurre. Ha una sorella maggiore Ada, che si allena nel pattinaggio sincronizzato.
Con Anna Cappellini, la partner con cui condivide la pista da dieci anni, ha intrapreso in età adolescenziale una relazione sentimentale, spentasi prima che i due potessero intraprendere il loro lungo sodalizio artistico, mentre attualmente è legato sentimentalmente all'ex pattinatrice di origini singaporiane Eve Bentley.

## Vita pubblica
Luca Lanotte ha commentato nei mesi di dicembre 2008 e gennaio 2009 alcuni gala di pattinaggio trasmessi in onda su Italia 1, dimostrando anche buone doti di commentatore, in coppia con Lucia Blini.
Anna Cappellini e Luca Lanotte hanno partecipato sulle note de La Tosca di Giacomo Puccini e de La traviata di Giuseppe Verdi alla prima edizione di Opera on ice, spettacolo tenutosi per la prima volta nell'ottobre del 2011 presso l'Arena di Verona e trasmesso contemporaneamente in quaranta paesi.
Hanno partecipato dal 2013 al 2015 a numerosi show tra cui vanno annoverati: Art on ice (31 gennaio- 15 febbraio 2013) Golden Skate Awards (14 dicembre 2013; 21 dicembre 2014), Opera On Ice (28 settembre 2013), Intimissimi On Ice: Opera Pop (20-21 settembre 2014), Music On Ice (9-10 gennaio 2015), Dreams on Ice (27-29 giugno 2014),Fantasy on Ice (12-13 luglio 2014; 29-31 maggio 2015; 6-7 giugno 2015; "in Kobe" 17-19 giugno 2016) e All That Skate (4-6 giugno 2016).
In veste di campioni del mondo in carica, il 28 febbraio 2015 si sono esibiti nella seconda puntata di Notti sul ghiaccio,il reality show di Rai Uno condotto da Milly Carlucci, occasione nella quale hanno presentato agli spettatori della prima rete ammiraglia la loro versione di 42nd Street, attraverso la quale hanno conquistato la medaglia d'oro ai mondiali di Saitama. 

Il 15 dicembre 2014 per gli importanti risulti internazionali raggiunti, Anna Cappellini e Luca Lanotte hanno ricevuto al cospetto dei più alti rappresentanti del CONI e del Presidente del Consiglio Matteo Renzi il Collare d'oro al merito sportivo, mentre sono stati scelti nell'autunno 2014 come coppia ambassador di Expo 2015

## Programmi

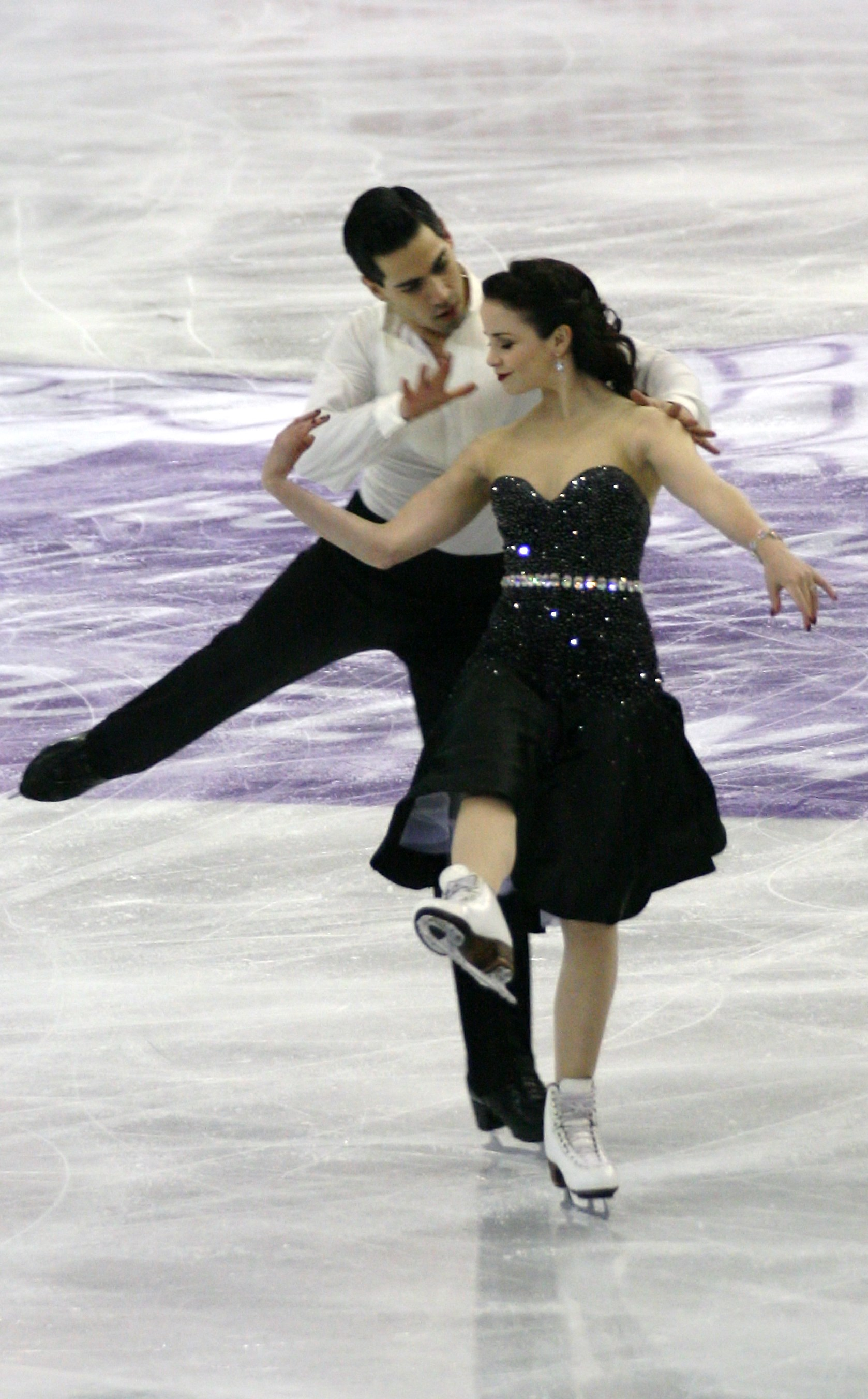
Cappellini e Lanotte sulle note de "La dolce vita"

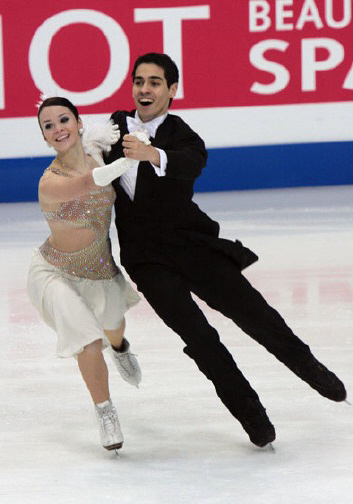
Cappellini e Lanotte ai Campionati europei 2009

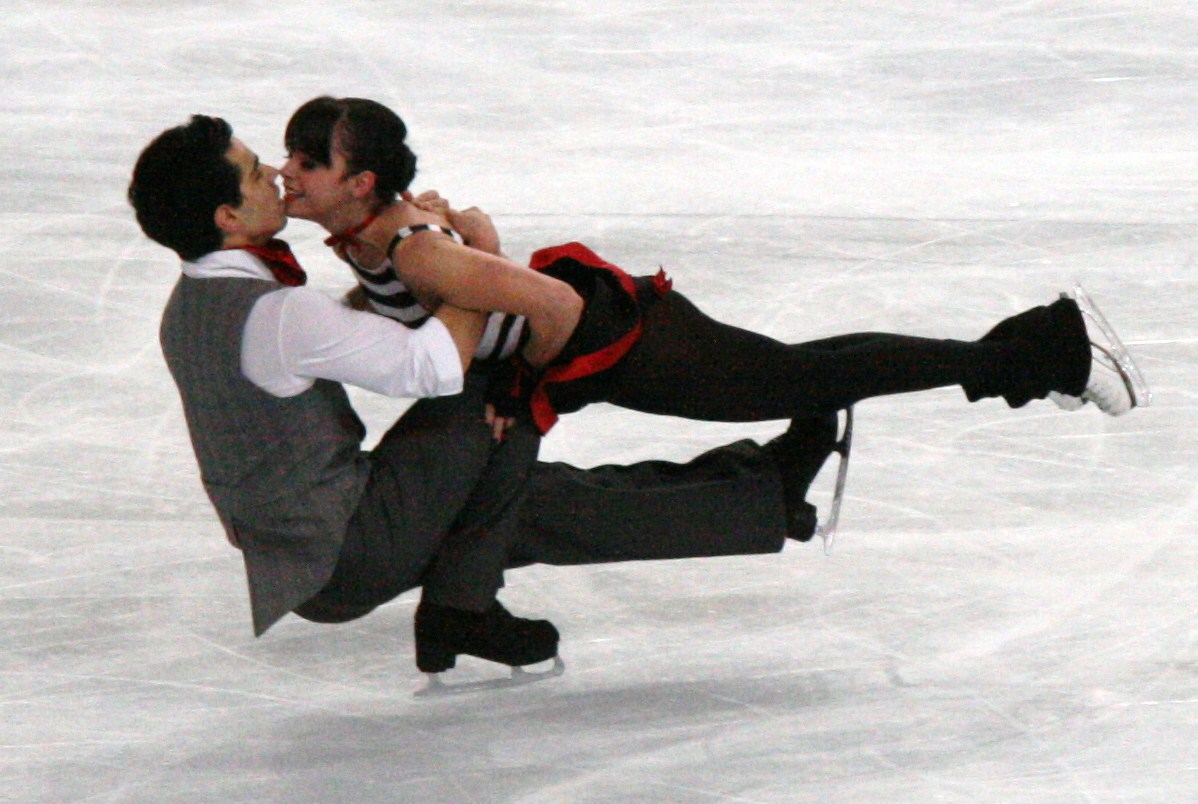
Cappellini e Lanotte al Trophée Eric Bompard 2011

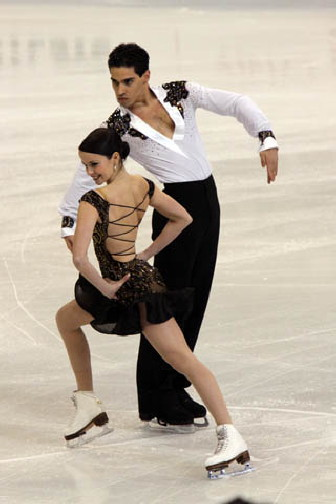
Cappellini e Lanotte nel paso doble ai Campionati mondiali del 2009

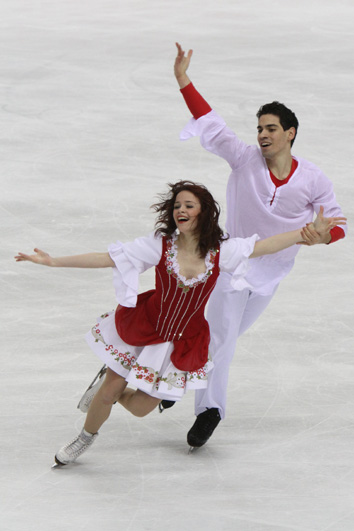
Anna Cappellini e Luca Lanotte nel 2010

### Con Cappellini
| Stagione  | Short dance | Free dance | Esibizioni                                                         |
| --------- | --- | --- | ------------------------------------------------------------------ |
| 2016-2017 | - Blues: Cry For Me - Boogie Woogie: Choo Choo Boogie di Louis Jordan | - Limelight - Chaplin Medley - City Lights: Ouverture di Charlie Chaplin                                                                          |                                                                    |
| 2015-2016 | - Waltz: La vedova allegra by Franz Lehár - Polka: La vedova allegra by Franz Lehár | Nino Rota Medley: - Le notti di Cabiria - Amarcord - 8½                                                                                           | - Danza delle ore di Amilcare Ponchielli                           |
| 2014–2015 | - Paso Doble: Capriccio Espagnol di Nikolai Rimsky-Korsakov | - Danse Macabre di Camille Saint-Saëns | - Fireflies di Leona Lewis                                         |
| 2013–2014 | - Quickstep: 42nd Street - Foxtrot: Lullaby of Broadway - Quickstep: 42nd Street | - Il barbiere di Siviglia (overture) di Gioachino Rossini                                                                                         | - A Thousand Years di Christina Perri - Pata Pata di Miriam Makeba |
| 2012–2013 | Sette spose per sette fratelli di Saul Chaplin, Gene de Paul: - Polka: Barn Dance - Valzer: Bless Your Beautiful Hide - Valzer: Wonderful, Wonderful Day - Polka: Barn Dance coreografia di Paola Mezzadri, Liudmila Vlasova | Carmen Suite di Rodion Shchedrin, Georges Bizet: - Carmen Ouverture - Habanera - Intermezzo - Finale coreografia Igor Shpilband, Liudmila Vlasova | - I Was Here di Beyoncé                                            |
| 2011–2012 | - Rumba: Volverás di Gloria Estefan - Samba: El Chupacapra | - La strada di Nino Rota | - That's Amore                                                     |
| 2010–2011 | - Golden Waltz: Que Sera, Sera di Jay Livingston - Quickstep: Girls Girls Girls di Sailor | - Umbrellas of Cherbourg di Michel Legrand - Our Love is Easy - Goodnite di Melody Gardot                                                         |                                                                    |
|           | Original dance | |                                                                    |
| 2009–2010 | - Torna a Surriento di Ernesto De Curtis - Tarantella: La Danza di Gioachino Rossini | Addiction: - Requiem for a Dream di Clint Mansell                                                                                                 | - Eres Todo En Mi                                                  |
| 2008–2009 | - Bei Mir Bistu Shein di Sholom Secunda - Tarantella: La Danza di Gioachino Rossini | - Love Story di Nana Mouskouri |                                                                    |
| 2007–2008 | - Bubamara di Goran Bregović | - La traviata di Giuseppe Verdi |                                                                    |
| 2006–2007 | - Tango Oblivion - Violentango | - I've Got Rhythm di George Gershwin |                                                                    |
| 2005–2006 | - Historia de un Amour - Chupacapra | - This is a Man's World di James Brown - Wring That Neck di Deep Purple                                                                           | - Still Loving You di Scorpions                                    |

### Con Pistorello
| Stagione  | Original dance                       | Free dance |
| --------- | ------------------------------------ | --- |
| 2004–2005 | - Dancin' Fool - More - Jumpin' Jack | - Le quattro stagioni di Antonio Vivaldi eseguito da Vanessa-Mae - Adagio in sol minore di Remo Giazotto, Tomaso Albinoni - Le quattro stagioni di Antonio Vivaldi eseguito da Vanessa-Mae |

### Con Spelta
| Stagione  | Original dance          | Free dance                                               |
| --------- | ----------------------- | -------------------------------------------------------- |
| 2001–2002 | - Paso Doble del Toneno | - El Tausman di Gloria Estefan - Besame Mucho - Merengue |

## Palmarès

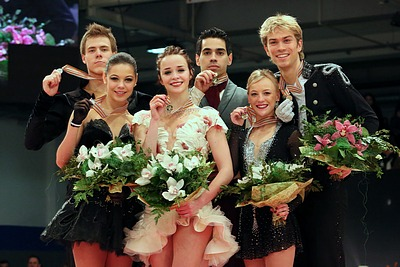
Anna Cappellini e Luca Lanotte sul podio europeo del 2014

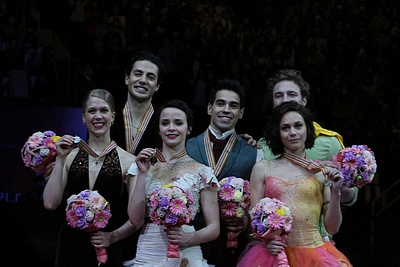
Anna Cappellini e Luca Lanotte sul gradino più alto del podio ai Mondiali di Saitama del 2014

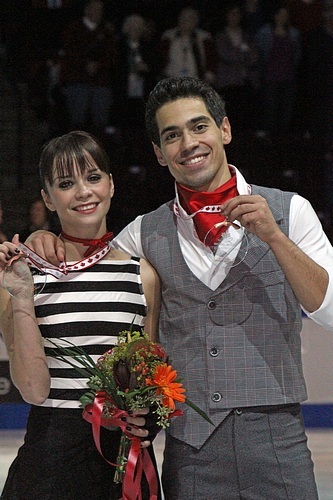
Anna Cappellini e Luca Lanotte a Skate Canada 2011

### Con Cappellini
| Risultati | Risultati      | Risultati      | Risultati      | Risultati      | Risultati      | Risultati      | Risultati      | Risultati      | Risultati      | Risultati      | Risultati      | Risultati      | Risultati      |
| Internazionali | Internazionali | Internazionali | Internazionali | Internazionali | Internazionali | Internazionali | Internazionali | Internazionali | Internazionali | Internazionali | Internazionali | Internazionali | Internazionali |
| Evento | 2005–06        | 2006–07        | 2007–08        | 2008–09        | 2009–10        | 2010–11        | 2011–12        | 2012–13        | 2013-14        | 2014–15        | 2015-16        | 2016-17        | 2017-18        |
| --- | -------------- | -------------- | -------------- | -------------- | -------------- | -------------- | -------------- | -------------- | -------------- | -------------- | -------------- | -------------- | -------------- |
| Olimpiadi |                |                |                |                | 12º            |                |                |                | 6º             |                |                |                | 6º             |
| Campionati mondiali |                | 13º            | 10º            | 10º            | 11º            | 8º             | 6º             | 4º             | 1º             | 4º             | 4º             | 6º             | 4º             |
| Campionati europei |                | 8º             | 7º             | 5º             | 6º             |                | 4º             | 3º             | 1º             | 2º             | 2º             | 2º             | 4º             |
| Finale del Grand Prix |                |                |                |                | 5º             |                |                | 4º             | 6º             |                | 3º             |                | 6º             |
| GP Trophée Eric Bompard |                | 5º             | 4º             |                |                |                | 3º             | 2º             |                | R              |                |                |                |
| GP Cup of China |                |                |                | 4º             |                |                |                |                |                | 3º             | 1º             |                |                |
| GP NHK Trophy |                |                |                |                |                | 5º             |                |                | 2º             |                |                | 3º             | 3º             |
| GP Rostelecom Cup |                | 8º             |                | 4º             | 2º             |                |                |                |                |                | 2º             |                |                |
| GP Skate America |                |                |                |                | 2º             |                |                |                | 2º             |                |                |                | 2º             |
| GP Skate Canada |                |                | 2º             |                |                |                | 3º             | 2º             |                |                |                | 4º             |                |
| Finlandia Trophy |                |                |                |                |                |                |                | 2º             |                |                |                |                |                |
| Lombardia Trophy |                |                |                |                |                |                |                |                |                |                | 1º             |                |                |
| Nebelhorn Trophy |                |                |                |                |                | 2º             |                |                |                |                |                |                |                |
| Bavarian Open |                |                |                |                |                |                |                |                |                |                |                | 1º             |                |
| Mont Blanc Trophy |                |                |                |                |                | 1º             |                |                |                |                |                |                |                |
| Universiadi |                | 1º             |                |                |                |                |                |                |                |                |                |                |                |
| Internazionali: categoria Junior |                |                |                |                |                |                |                |                |                |                |                |                |                |
| Campionati mondiali juniores | 4º             |                |                |                |                |                |                |                |                |                |                |                |                |
| Finale dello JGP | 3º             |                |                |                |                |                |                |                |                |                |                |                |                |
| JGP Bulgaria | 2º             |                |                |                |                |                |                |                |                |                |                |                |                |
| JGP Slovakia | 2º             |                |                |                |                |                |                |                |                |                |                |                |                |
| Nazionali |                |                |                |                |                |                |                |                |                |                |                |                |                |
| Campionati italiani | 1ºJ.           | 2º             | 2º             | 2º             | 2º             | R              | 1º             | 1º             | 1º             | 1º             | 1º             | 1º             | 1º             |
| Eventi di squadra |                |                |                |                |                |                |                |                |                |                |                |                |                |
| Giochi olimpici invernali |                |                |                |                |                |                |                |                | 4ºS / 5ºP      |                |                |                | 4ºS / 4ºP      |
| World Team Trophy |                |                |                |                |                |                | 6ºS / 4ºP      |                |                |                |                |                |                |
| JGP = Junior Grand Prix J. = categoria Junior; R = Ritirati; S = risultato della squadra; P = risultato personale; (N.B. le medaglie sono state consegnate solo per i risultati della squadra) |                |                |                |                |                |                |                |                |                |                |                |                |                |

### Con Pistorello
| Risultati                                      | Risultati      |
| Internazionali                                 | Internazionali |
| Evento                                         | 2004–2005      |
| ---------------------------------------------- | -------------- |
| Campionati mondiali juniores                   | 9º             |
| JGP Germania                                   | 2º             |
| JGP Romania                                    | 5º             |
| Nazionali                                      |                |
| Campionati italiani                            | 2ºJ.           |
| J. = categoria Junior; JGP = Junior Grand Prix |                |

### Con Spelta
| Risultati                                      | Risultati      | Risultati      | Risultati      | Risultati      |
| Internazionali                                 | Internazionali | Internazionali | Internazionali | Internazionali |
| Evento                                         | 2000–01        | 2001–02        | 2002–03        | 2003–04        |
| ---------------------------------------------- | -------------- | -------------- | -------------- | -------------- |
| JGP Bulgaria                                   |                |                |                | 2º             |
| JGP Croazia                                    |                |                |                | 3º             |
| JGP Italia                                     |                | 15º            | 13º            |                |
| JGP Slovacchia                                 |                |                | 10º            |                |
| JGP Svezia                                     |                | 13º            |                |                |
| Nazionali                                      |                |                |                |                |
| Campionati italiani                            | 4ºJ.           | 4ºJ.           | 3ºJ.           |                |
| J. = categoria Junior; JGP = Junior Grand Prix |                |                |                |                |

## Risultati

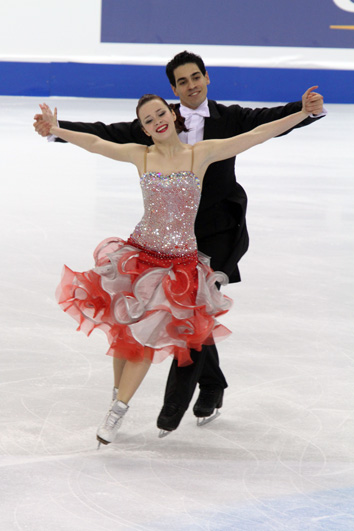
Cappellini e Lanotte ai Campionati mondiali 2010

### Con Cappellini
| Stagione 2016-2017           | Stagione 2016-2017              | Stagione 2016-2017 | Stagione 2016-2017 | Stagione 2016-2017 | Stagione 2016-2017 |
| Data                         | Evento                          | SD                 | FD                 | Totale             |                    |
| ---------------------------- | ------------------------------- | ------------------ | ------------------ | ------------------ | ------------------ |
| 22-24 settembre 2016         | Nebelhorn Trophy 2016           | 1 71.42            | 1 109.08           | 1 180.50           |                    |
| Stagione 2015-2016           |                                 |                    |                    |                    |                    |
| Data                         | Evento                          | SD                 | FD                 | Totale             |                    |
| 22-24 Aprile, 2016           | 2016 Team Challenge Cup         |                    | 3 108.96           | 2T/3P              |                    |
| 30 marzo-3 aprile 2016       | Campionati mondiale 2016        | 6 70.65            | 4 112.07           | 4 182.72           |                    |
| 27-30 gennaio 2016           | Campionati europei 2016         | 1 72.31            | 3 105.70           | 2 178.01           |                    |
| 16-19 dicembre 2015          | Campionati italiani 2015        | 1 73.92            | 1 114.24           | 1 188.16           |                    |
| 10-13 dicembre 2015          | Finale di Grand Prix 2015       | 3 70.14            | 2 106.23           | 3 176.37           |                    |
| 20-22 novembre 2015          | Rostelecom Cup 2015             | 2 67.82            | 2 103.79           | 2 171.61           |                    |
| 8 novembre 2015              | Cup of China 2015               | 1 66.39            | 1 106.91           | 1 173.30           |                    |
| 18-20 settembre 2015         | Lombardia Trophy 2015           | 1 69.75            | 1 107.50           | 1 177.22           |                    |
| Stagione 2014–2015           |                                 |                    |                    |                    |                    |
| Data                         | Evento                          | SD                 | FD                 | Totale             |                    |
| 23-29 marzo 2015             | Campionati mondiali 2015        | 3 72.39            | 4 105.11           | 4 177.50           |                    |
| 26 gennaio-1º febbraio, 2015 | Campionati europei 2015         | 3 69.63            | 2 101.89           | 2 171.52           |                    |
| 18-21 dicembre 2014          | Campionati italiani 2014        | 1 76.55            | 1 113.61           | 1 190.16           |                    |
| 7-9 novembre 2014            | Cup of China 2014               | 2 62.70            | 3 86.88            | 3 149.58           |                    |
| Stagione 2013-2014           |                                 |                    |                    |                    |                    |
| Data                         | Evento                          | SD                 | FD                 | Totale             |                    |
| 24-30 marzo 2014             | Campionati mondiali 2014        | 1 69.70            | 4 106.73           | 1 175.43           |                    |
| 6-22 febbraio 2014           | XXII Giochi olimpici invernali  | 6 67.58            | 7 102.92           | 6 169.50           |                    |
| 13-19 febbraio 2014          | Campionati europei 2014         | 1 69.58            | 1 102.03           | 1 171.61           |                    |
| 18-21 dicembre 2013          | Campionati italiani 2013        | 1 74.25            | 1 109.10           | 1 183.35           |                    |
| 5-8 dicembre 2013            | Finale Grand Prix 2013          | 6 61.57            | 6 95.01            | 6 156.68           |                    |
| 8-10 dicembre 2013           | Trofeo NHK 2013                 | 2 64.58            | 2 95.48            | 2 160.06           |                    |
| 17-20 ottobre 2013           | Skate America 2013              | 2 69.88            | 2 98.61            | 2 168.49           |                    |
| Stagione 2012-2013           |                                 |                    |                    |                    |                    |
| Data                         | Evento                          | SD                 | FD                 | Totale             |                    |
| 10-17 marzo 2013             | Campionati mondiali 2013        | 5 67.93            | 3 100.11           | 4 168.04           |                    |
| 23-27 gennaio 2013           | Campionati europei 2013         | 3 66.53            | 3 99.27            | 3 165.80           |                    |
| 19-22 dicembre 2012          | Campionati italiani 2012        | 1 72.71            | 1 103.53           | 1 176.24           |                    |
| 6-9 dicembre 2012            | Finale Grand Prix ISU           | 5 66.11            | 4 99.53            | 4 165.64           |                    |
| 15-18 novembre 2012          | Trophée Éric Bompard 2012       | 2 66.18            | 4 87.08            | 2 153.26           |                    |
| 26-28 ottobre 2012           | Skate Canada International 2012 | 2 65.09            | 2 94.98            | 2 160.06           |                    |
| 4-7 ottobre 2012             | Finlandia Trophy 2012           | 2 64.16            | 1 94.58            | 2 158.74           |                    |
| Stagione 2011-2012           |                                 |                    |                    |                    |                    |
| Data                         | Evento                          | SD                 | FD                 | Totale             |                    |
| 19-22 aprile 2012            | World Team Trophy 2012          | 4 63.70            | 4 98.30            | 6T/4P 162.00       |                    |
| 26 marzo-1º aprile, 2012     | Campionati mondiali 2012        | 6 65.11            | 6 95.51            | 6 160.62           |                    |
| 23-29 gennaio 2012           | Campionati europei 2012         | 6 59.62            | 4 93.47            | 4 153.09           |                    |
| 15-18 dicembre 2011          | Campionati italiani 2011        | 1 71.01            | 1 101.30           | 1 172.31           |                    |
| 17-20 novembre 2011          | Trophée Éric Bompard 2011       | 3 64.62            | 3 89.14            | 3 153.76           |                    |
| 27-30 ottobre 2011           | Skate Canada International 2011 | 3 61.92            | 2 92.95            | 3 154.87           |                    |
| Stagione 2010-2011           |                                 |                    |                    |                    |                    |
| Data                         | Evento                          | SD                 | FD                 | Totale             |                    |
| 24 aprile-1º maggio 2011     | Campionati mondiali 2011        | 8 64.12            | 9 90.39            | 8 151.86           |                    |
| 22-24 ottobre 2010           | NHK Trophy 2010                 | 4 55.68            | 5 71.75            | 5 127.43           |                    |
| 21-26 settembre 2010         | Nebelhorn Trophy 2010           | 1 59.86            | 4 83.42            | 2 143.28           |                    |

| Stagione 2009-2010          | Stagione 2009-2010              | Stagione 2009-2010 | Stagione 2009-2010 | Stagione 2009-2010 | Stagione 2009-2010 |
| Data                        | Evento                          | CD                 | OD                 | FD                 | Totale             |
| --------------------------- | ------------------------------- | ------------------ | ------------------ | ------------------ | ------------------ |
| 22-28 marzo 2010            | Campionati mondiali 2010        | 7 34.05            | 12 51.40           | 14 79.07           | 11 164.52          |
| 19-22 febbraio 2010         | XXI Giochi olimpici invernali   | 12 33.13           | 12 51.45           | 15 82.74           | 12 167.32          |
| 18-24 gennaio 2010          | Campionati europei 2010         | 6 35.93            | 9 52.83            | 6 87.34            | 6 176.10           |
| 17-20 dicembre 2009         | Campionati italiani 2009        | 2                  | 2                  | 2                  | 2 187.62           |
| 2-6 dicembre 2009           | Finale Grand Prix ISU           | NONE               | 5 54.91            | 5 84.30            | 5 139.21           |
| 12-15 novembre 2009         | 2009 Skate America 2009         | 3 32.04            | 2 54.09            | 3 85.73            | 2 171.86           |
| 22-25 ottobre 2009          | Rostelecom Cup 2009             | 2 32.73            | 2 52.58            | 2 83.26            | 2 168.57           |
| Stagione 2008-2009          |                                 |                    |                    |                    |                    |
| Data                        | Evento                          | CD                 | OD                 | FD                 | Totale             |
| 23-29 marzo 2009            | Campionati mondiali 2009        | 11 33.30           | 9 56.33            | 11 86.07           | 10 175.70          |
| 20-25 gennaio 2009          | Campionati europei 2009         | 7 32.58            | 6 54.38            | 5 85.71            | 5 172.67           |
| 18-21 dicembre 2008         | Campionati italiani 2008        | 2                  | 2                  | 2                  | 2 185.33           |
| 20-23 novembre 2008         | Cup of Russia 2008              | 4 32.57            | 3 54.25            | 4 82.94            | 4 169.76           |
| 5-9 novembre 2008           | Cup of China 2008               | 4 32.52            | 3 55.22            | 4 85.37            | 4 173.11           |
| Stagione 2007-2008          |                                 |                    |                    |                    |                    |
| Data                        | Evento                          | CD                 | OD                 | FD                 | Totale             |
| 16-23 marzo 2008            | Campionati mondiali 2008        | 11 31.52           | 10 57.05           | 9 90.46            | 10 179.03          |
| 21-27 gennaio 2008          | Campionati europei 2008         | 10 30.97           | 7 54.07            | 7 87.60            | 7 172.64           |
| 22-23 dicembre 2007         | Campionati italiani 2007        | 2                  | 2                  | 2                  | 2 179.43           |
| 15-18 novembre 2007         | Trophée Éric Bompard 2007       | 3 31.86            | 5 49.11            | 4 87.78            | 4 168.75           |
| 1-4 novembre 2007           | Skate Canada International 2007 | 2 32.23            | 2 53.90            | 2 85.44            | 2 171.57           |
| Stagione 2006-2007          |                                 |                    |                    |                    |                    |
| Data                        | Evento                          | CD                 | OD                 | FD                 | Totale             |
| 20-25 marzo 2007            | Campionati mondiali 2007        | 12 28.91           | 16 47.60           | 13 82.32           | 13 158.83          |
| 22-28 gennaio 2007          | Campionati europei 2007         | 9 28.92            | 8 49.78            | 11 76.58           | 8 155.28           |
| 17-19 gennaio 2007          | Universiadi invernali 2007      | 1                  | 1                  | 1                  | 1 165.25           |
| 4-7 gennaio 2007            | Campionati italiani 2007        | 2                  | 2                  | 2                  | 2 173.87           |
| 23-26 novembre 2006         | Cup of Russia 2006              | 7 28.12            | 8 46.44            | 9 74.97            | 8 149.53           |
| 17-19 ottobre 2006          | Trophée Éric Bompard 2006       | 6 31.18            | 4 49.58            | 5 79.01            | 5 159.77           |
| Stagione 2005-2006          |                                 |                    |                    |                    |                    |
| Data                        | Evento                          | CD                 | OD                 | FD                 | Totale             |
| 6-12 marzo 2006             | Campionati mondiali Junior 2006 | 4 32.24            | 3 54.68            | 6 73.80            | 4 160.72           |
| 24-27 novembre 2005         | Finale Grand Prix Junior        | 2 32.55            | 3 50.69            | 3 76.25            | 3 159.49           |
| 29 settembre-2 ottobre 2005 | Junior Grand Prix Bulgaria 2005 | 1 35.39            | 2 49.62            | 2 76.56            | 2 161.57           |
| 1-4 settembre 2005          | Junior Grand Prix Slovakia 2005 | 1 35.11            | 1 52.78            | 2 78.58            | 2 166.47           |

- CD = Compulsory Dance; OD = Original Dance; FD = Free Dance.
- SD = Short Dance.